# Байкальская астрофизическая обсерватория
Байкальская астрофизическая обсерватория (БАО) — основана в 1980 году на окраине посёлка Листвянка на южном побережье озера Байкал, в 70 км от Иркутска, Россия. Является солнечной обсерваторией Института Солнечно-Земной физики Сибирского отделения Российской академии наук. В месте постройки наблюдается уникальный микроастроклимат: присутствие локального антициклона и малые восходящие потоки воздуха за счет холодной поверхности озера. В 2018 году на 1-м солнечный телескоп установили адаптивную оптику.

## Руководители обсерватории
С 1997 года — кандидат физико-математических наук Александр Васильевич Боровик.

## Инструменты обсерватории

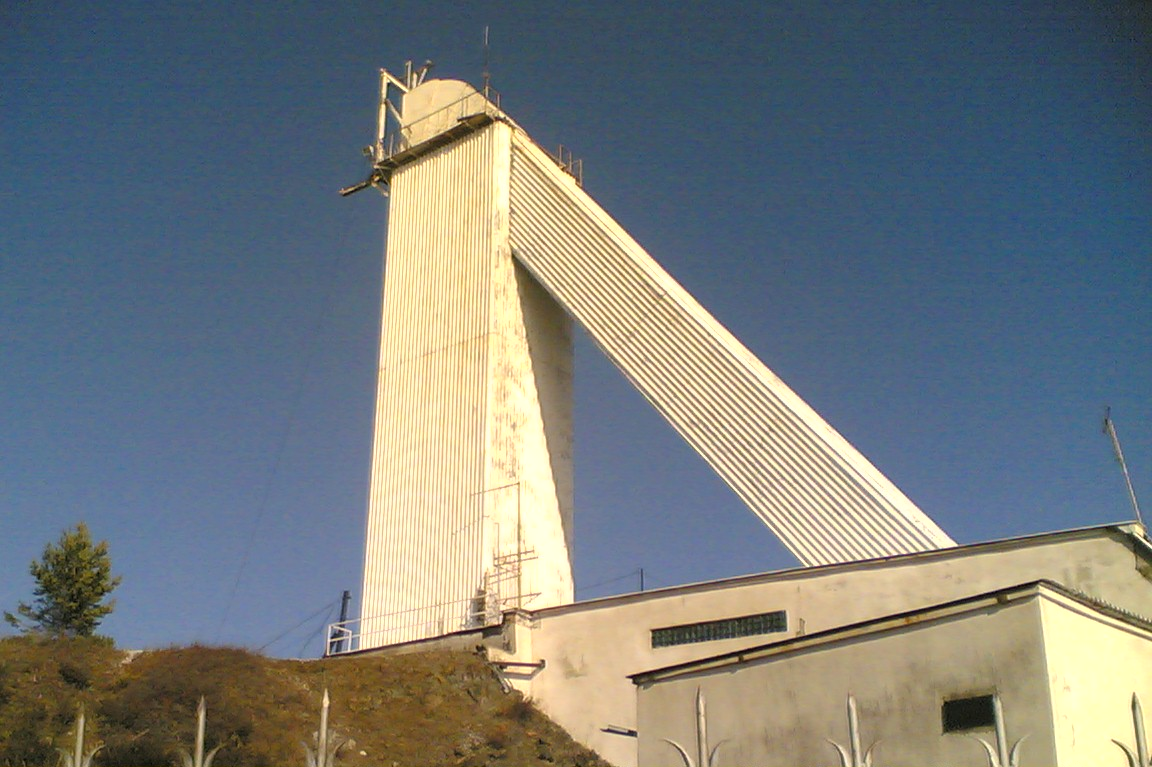
Большой солнечный вакуумный телескоп (БСВТ)

Солнечный телескоп — один из крупнейших на Евро-Азиатском континенте, входит в десятку крупнейших солнечных телескопов мира.
- Большой солнечный вакуумный телескоп (БСВТ) (D = 760 мм, F = 40 м, разрешающая сила ~0.2", 1980 год)
- Телескоп полного диска Солнца в линии Hα (Хромосферный телескоп; D = 180 мм, F = 5.4 м, разрешающая сила ~1"; 1981 год)
- Хромосферный телескоп; D = 265 мм, F = 12 м, разрешающая сила ~ 0.5" — 1")[6]
- Фотогелиограф (D = 180 мм, F = 9 м, разрешающая сила ~0.2")
- Телескоп полного диска Солнца в линии Ca II K (D = 180 мм, F = 5.1 м, разрешающая сила 0.5", 1995 год)
- солнечный синоптический телескоп (СОЛСИТ)
- солнечный телескоп оперативных прогнозов (СТОП)

## Направления исследований
Основные задачи БАО:
- наблюдения тонкой структуры солнечных активных образований;
- регистрация солнечных вспышек и других нестационарных явлений в солнечной атмосфере.

## Описание
Телескоп — большое здание высотой 25 метров. Главный двухлинзовый объектив диаметром 760 мм помещен в вакуумную трубу, изолирующую оптический путь светового пучка от атмосферной турбулентности. Этот телескоп служит для фильтровых и спектральных наблюдений групп солнечных пятен для изучения их эволюции. Один из основных объектов исследования — солнечные вспышки. Их изучение проводится с использованием ударной поляризации спектральных линий, вызываемой бомбардировкой хромосферы Солнца ускоренными энергичными частицами. Результаты используются для разработки методов прогнозирования активности Солнца. Такие исследования кроме БСВТ проводятся только на Франко-Итальянском телескопе THEMIS.